# 伊東健吾
伊東 健吾（いとう けんご、1947年6月 - ）は、日本の政治家。 佐賀県神埼郡吉野ヶ里町長（2期）。
佐賀県立神埼高等学校卒業。神埼郡三田川町職員、上豆田区長、中部営農生産組合長、吉野ヶ里町議会議員、吉野ヶ里町議会議長を務めた。2018年3月25日投開票の町長選挙で、現職の多良正裕との一騎打ちを僅差で破り、初当選した。